# 배선 (수호전)

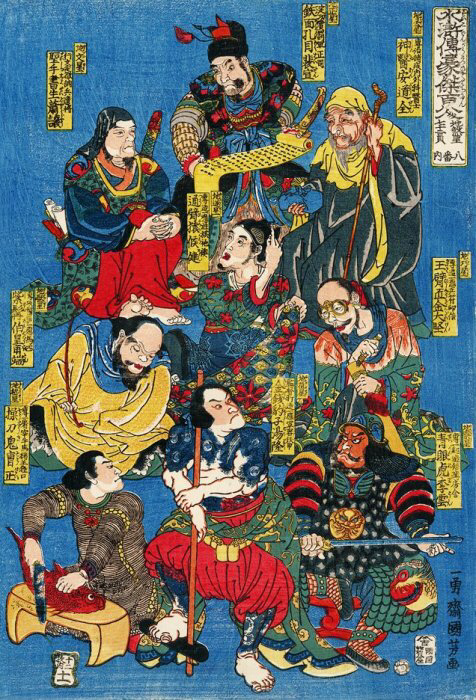

배선(裴宣)은 중국의 사대기서(四大奇書) 중 하나인 《수호전》(水滸傳)에 등장하는 인물로, 108성 중 47위이자 지살성(地煞星)의 지정성(地正星)에 해당한다. 별호는 철면공목(鐵面孔目). 본래 공목(법관)을 지냈으며 성실하고 엄격한 성격으로 공명정대한 재판을 했기 때문에 철면공목으로 불린다. 무기로 쌍도를 사용하기도 한다. 우여곡절 끝에 양산박에 들어간 후에는 학문의 재능과 뛰어난 사무 처리 능력을 인정받아 양산박의 사무 처리, 인사, 규칙 정비, 군 편성 등을 담당하여 양산박이 산적 집단에서 일군사 조직으로 탈피하는 데 큰 역할을 하였다.

## 생애
배선은 경조부에서 공목을 맡고 있었으나 배선의 성실하고 청렴함에 도리어 화를 내는 지부에게 모함을 받아 사문도로 유배되고 만다. 그러나 유배 도중 음마천을 통과할 때 음마천의 산적인 등비, 맹강에게 구출되어 그들의 청을 받고 그대로 음마천의 수령이 된다. 후에 고향인 계주(薊州)로 돌아간 뒤 소식불통이 된 공손승을 찾으러 온 양산박의 대종과 동행하던 등비의 옛 친구 양림이 음마천의 산채에 들렀고, 양산박의 명성을 듣고 있던 배선은 양산박에 합류하기를 원하였고, 이후 계주에서 돌아온 대종들을 따라 동료들과 함께 양산박에 입산하였다.
양산박 입산 후에는 그 법학 지식과 사무 처리 능력을 인정받아 군정사에 임명된다. 우선 양산박 내에서의 다양한 규칙과 논공상벌 규정을 작성하여 공포하였다. 또한 인원을 조사하여 명단에 정리하고, 전투 시 동원 가능한 인원을 파악하였다. 이후에도 사무, 인사의 실질 책임자로서 양산박 내에서 인사이동이 이루어지자 배선이 이를 공포하고 전투 시 부대 편성, 전후 논공행상을 담당하여 양산박이 없어서는 안 될 큰 역할을 담당하였다. 또한 풍채가 좋고 점잖은 옷차림을 하고 있었기 때문에 관리로 변장하여 계략에 참여하기도 하였다.
108명이 양산박에 모인 후에도 계속 군정사를 지냈으며 관군과의 전투와 귀순 후의 전투에서도 계속 같은 직무를 맡았다. 왕경 정벌 전투에서는 적의 포로가 되어 고문을 당하면서 이에 굴하지 않는 담력을 보였다. 방랍토벌 후에도 살아남아 살아남은 두령들을 조정에 보고하는 상주문을 작성하고 개선 후 무휘랑, 도통의 자리를 얻으나 부패에 얼룩진 조정의 현주소를 알고 있었기 때문인지 궁성에 머무르지 않고 양림과 함께 음마천에 은거하여 그곳에서 평온한 여생을 보냈다.